# Basketbol Süper Ligi 2018-19
La Basketbol Süper Ligi 2018-19 fue la edición número 53 de la Basketbol Süper Ligi, la máxima competición de baloncesto de Turquía. La temporada regular comenzó el 7 de octubre de 2018 y los playoffs acabaron en junio de 2019. Los ocho mejor clasificados accedieron a los playoffs, resultando campeón el Anadolu Efes S.K., que logró su decimocuarto título de campeón, mientras que el Sakarya BB descendió a la TB2L.
El 12 de julio de 2018, el Eskişehir Basket anunció que renunciaba a su plaza en la máxima categoría. Al día siguiente la liga anunció que el Bahçeşehir Koleji S.K. cubriría la plaza vacante.
El 5 de octubre, dos días antes del inicio de la temporada, el Trabzonspor anunció que se retiraba de la competición, dejando la liga en 15 equipos.

## Equipos temporada 2018-19
| Equipo                    | Ciudad         | Pabellón                    | Capacidad |
| ------------------------- | -------------- | --------------------------- | --------- |
| Afyon Belediye            | Afyonkarahisar | Afyon Atatürk Sports Hall   | 2,000     |
| Anadolu Efes              | Estambul       | Sinan Erdem Dome            | 16,000    |
| Bahçeşehir Koleji         | Estambul       | Caferağa Sports Hall        | 1,500     |
| Banvit                    | Bandırma       | Kara Ali Acar Sport Hall    | 3,000     |
| Beşiktaş Sompo Japan      | Estambul       | BJK Akatlar Arena           | 3,200     |
| Darüşşafaka               | Estambul       | Volkswagen Arena Istanbul   | 5,000     |
| Demir İnşaat Büyükçekmece | Estanbul       | Gazanfer Bilge Spor Salonu  | 3,000     |
| Fenerbahçe                | Estambul       | Ülker Sports Arena          | 13,800    |
| Galatasaray Odeabank      | Estambul       | Sinan Erdem Dome            | 16,000    |
| Gaziantep Basketbol       | Gaziantep      | Karataş Şahinbey Sport Hall | 6,400     |
| İstanbul BB               | Estambul       | Cebeci Sport Hall           | 1,250     |
| Pınar Karşıyaka           | İzmir          | Karşıyaka Arena             | 5,000     |
| Sakarya BB                | Sakarya        | Sakarya Sports Hall         | 5,000     |
| Tofaş                     | Bursa          | Tofaş Nilüfer Sports Hall   | 7,500     |
| Türk Telekom              | Ankara         | Ankara Arena                | 10,400    |

## Temporada regular

### Clasificación
| Pos. | Equipo                         | PJ | G  | P  | PF   | PC   | DP   | Pts | Clasificación o descenso   |
| ---- | ------------------------------ | -- | -- | -- | ---- | ---- | ---- | --- | -------------------------- |
| 1    | Anadolu Efes                   | 28 | 25 | 3  | 2509 | 2119 | +390 | 53  | Clasificados para playoffs |
| 2    | Fenerbahçe Beko                | 28 | 24 | 4  | 2437 | 1969 | +468 | 52  | Clasificados para playoffs |
| 3    | Tofaş                          | 28 | 18 | 10 | 2286 | 2211 | +75  | 46  | Clasificados para playoffs |
| 4    | Galatasaray Doğa Sigorta       | 28 | 18 | 10 | 2271 | 2141 | +130 | 46  | Clasificados para playoffs |
| 5    | Gaziantep                      | 28 | 17 | 11 | 2069 | 1983 | +86  | 45  | Clasificados para playoffs |
| 6    | Beşiktaş Sompo Japan           | 28 | 16 | 12 | 2193 | 2134 | +59  | 44  | Clasificados para playoffs |
| 7    | Türk Telekom                   | 28 | 16 | 12 | 2224 | 2204 | +20  | 44  | Clasificados para playoffs |
| 8    | Banvit                         | 28 | 14 | 14 | 2241 | 2207 | +34  | 42  | Clasificados para playoffs |
| 9    | Bahçeşehir Koleji              | 28 | 13 | 15 | 2308 | 2279 | +29  | 41  |                            |
| 10   | Darüşşafaka Tekfen             | 28 | 13 | 15 | 2268 | 2140 | +128 | 41  |                            |
| 11   | Pınar Karşıyaka                | 28 | 11 | 17 | 2223 | 2285 | −62  | 39  |                            |
| 12   | Arel Üniversitesi Büyükçekmece | 28 | 8  | 20 | 2195 | 2475 | −280 | 36  |                            |
| 13   | İstanbul BB                    | 28 | 6  | 22 | 2168 | 2458 | −290 | 34  |                            |
| 14   | Afyon Belediye                 | 28 | 6  | 22 | 2203 | 2371 | −168 | 34  |                            |
| 15   | Adatıp Sakarya BB (R)          | 28 | 5  | 23 | 1863 | 2482 | −619 | 33  | Descenso a TB2L            |

 Fuente: TBF
Criterios de clasificación: 1) Puntuación 2) Partidos entre sí 3) Diferencia de puntos en general 4) Sorteo

### Resultados
| Local \ Visitante         | AFY    | EFS    | BAH     | BAN    | BJK    | DSK    | DIB    | FEN    | GAL   | GAZ   | IBB    | KSK    | SAK    | TOF    | TTA   |
| ------------------------- | ------ | ------ | ------- | ------ | ------ | ------ | ------ | ------ | ----- | ----- | ------ | ------ | ------ | ------ | ----- |
| Afyon Belediye            | —      | 74–105 | 70–80   | 90–96  | 79–82  | 93–96  | 76–80  | 72–96  | 69–77 | 71–73 | 74–76  | 89–86  | 91–70  | 96–85  | 77–79 |
| Anadolu Efes              | 97–78  | —      | 86–73   | 93–85  | 86–90  | 75–72  | 98–81  | 67–65  | 92–82 | 88–81 | 111–74 | 104–76 | 86–96  | 98–54  | 87–59 |
| Bahçeşehir Koleji         | 88–79  | 81–87  | —       | 86–78  | 83–57  | 92–85  | 92–78  | 77–84  | 83–78 | 86–92 | 103–86 | 74–62  | 87–83  | 79–77  | 78–84 |
| Banvit                    | 72–71  | 62–86  | 93–84   | —      | 76–67  | 65–82  | 59–81  | 83–78  | 75–80 | 74–82 | 95–63  | 84–75  | 94–52  | 90–89  | 83–96 |
| Beşiktaş Sompo Japan      | 80–75  | 92–95  | 80–78   | 95–75  | —      | 81–72  | 90–84  | 58–79  | 72–74 | 63–69 | 87–83  | 61–57  | 77–65  | 78–73  | 85–67 |
| Darüşşafaka               | 85–67  | 86–95  | 77–72   | 82–89  | 73–74  | —      | 100–51 | 72–87  | 79–84 | 62–63 | 93–65  | 93–78  | 82–57  | 78–82  | 94–87 |
| Demir İnşaat Büyükçekmece | 84–94  | 72–90  | 103–106 | 71–100 | 69–79  | 76–69  | —      | 69–98  | 65–86 | 69–93 | 96–90  | 91–79  | 92–82  | 72–102 | 80–77 |
| Fenerbahçe Doğuş          | 92–68  | 86–79  | 90–73   | 70–77  | 78–73  | 91–61  | 107–70 | —      | 90–67 | 84–67 | 93–70  | 80–72  | 89–64  | 89–56  | 87–64 |
| Galatasaray Odeabank      | 98–103 | 70–73  | 88–73   | 86–76  | 93–87  | 64–80  | 93–85  | 84–74  | —     | 70–66 | 93–74  | 81–71  | 102–65 | 76–75  | 74–56 |
| Gaziantep                 | 89–63  | 65–66  | 65–63   | 73–69  | 63–56  | 62–65  | 76–60  | 55–67  | 71–67 | —     | 80–69  | 74–73  | 83–58  | 66–79  | 85–79 |
| İstanbul BB               | 75–70  | 80–93  | 50–98   | 74–71  | 74–82  | 87–81  | 78–97  | 86–103 | 69–77 | 65–94 | —      | 84–89  | 117–72 | 82–87  | 82–89 |
| Pınar Karşıyaka           | 86–70  | 66–96  | 103–77  | 80–74  | 89–87  | 100–84 | 86–81  | 81–88  | 78–75 | 82–81 | 86–93  | —      | 93–63  | 55–82  | 86–89 |
| Sakarya BB                | 57–93  | 62–99  | 84–71   | 67–75  | 62–115 | 43–106 | 73–69  | 62–138 | 56–89 | 75–67 | 82–77  | 64–87  | —      | 69–73  | 55–65 |
| Tofaş                     | 95–74  | 81–93  | 87–85   | 88–83  | 89–79  | 80–72  | 97–83  | 69–74  | 97–82 | 77–67 | 73–61  | 93–91  | 89–72  | —      | 85–82 |
| Türk Telekom              | 92–77  | 76–84  | 93–86   | 66–87  | 74–66  | 80–87  | 105–86 | 72–80  | 87–81 | 83–67 | 89–84  | 73–56  | 76–53  | 85–72  | —     |

## Playoffs
|  | Cuartos de final | Cuartos de final         | Cuartos de final | Cuartos de final         | Cuartos de final |    |              | Semifinales     | Semifinales | Semifinales | Semifinales | Semifinales |    |    | Final        | Final | Final | Final | Final | Final | Final | Final | Final |  |
|  |                  |                          |                  |                          |                  |    |              |                 |             |             |             |             |    |    |              |       |       |       |       |       |       |       |       |  |
|  |                  |                          |                  |                          |                  |    |              |                 |             |             |             |             |    |    |              |       |       |       |       |       |       |       |       |  |
|  | 1                | Anadolu Efes             | 81               | 87                       |                  |    |              |                 |             |             |             |             |    |    |              |       |       |       |       |       |       |       |       |  |
|  | 1                | Anadolu Efes             | 81               | 87                       |                  |    |              |                 |             |             |             |             |    |    |              |       |       |       |       |       |       |       |       |  |
|  | 8                | Banvit                   | 72               | 77                       |                  |    |              |                 |             |             |             |             |    |    |              |       |       |       |       |       |       |       |       |  |
|  | 8                | Banvit                   | 72               | 77                       |                  | 1  | Anadolu Efes | 82              | 80          | 78          |             |             |    |    |              |       |       |       |       |       |       |       |       |  |
|  |                  |                          |                  |                          |                  | 1  | Anadolu Efes | 82              | 80          | 78          |             |             |    |    |              |       |       |       |       |       |       |       |       |  |
|  |                  |                          | 4                | Galatasaray Doğa Sigorta | 77               | 68 | 72           |                 |             |             |             |             |    |    |              |       |       |       |       |       |       |       |       |  |
|  | 4                | Galatasaray Doğa Sigorta | 4                | Galatasaray Doğa Sigorta | 77               | 68 | 72           | 79              | 69          | 89          |             |             |    |    |              |       |       |       |       |       |       |       |       |  |
|  | 4                | Galatasaray Doğa Sigorta |                  |                          |                  |    |              |                 |             | 89          |             |             |    |    |              |       |       |       |       |       |       |       |       |  |
|  | 5                | Gaziantep Basketbol      | 61               | 79                       | 77               |    |              |                 |             |             |             |             |    |    |              |       |       |       |       |       |       |       |       |  |
|  | 5                | Gaziantep Basketbol      | 61               | 79                       | 77               |    |              |                 |             |             |             |             |    | 1  | Anadolu Efes | 56    | 101   | 74    | 73    | 86    | 69    | 89    |       |  |
|  |                  |                          |                  |                          |                  |    |              |                 |             |             |             |             |    | 1  | Anadolu Efes | 56    | 101   | 74    | 73    | 86    | 69    | 89    |       |  |
|  |                  |                          | 2                | Fenerbahçe Beko          | 73               | 93 | 57           | 82              | 76          | 85          | 74          |             |    |    |              |       |       |       |       |       |       |       |       |  |
|  | 2                | Fenerbahçe Beko          | 2                | Fenerbahçe Beko          | 73               | 93 | 57           | 82              | 76          | 85          | 74          | 82          | 85 | 92 |              |       |       |       |       |       |       |       |       |  |
|  | 2                | Fenerbahçe Beko          |                  |                          |                  |    |              |                 |             |             |             | 82          | 85 | 92 |              |       |       |       |       |       |       |       |       |  |
|  | 7                | Türk Telekom             | 72               | 88                       | 59               |    |              |                 |             |             |             |             |    |    |              |       |       |       |       |       |       |       |       |  |
|  | 7                | Türk Telekom             | 72               | 88                       | 59               |    | 2            | Fenerbahçe Beko | 102         | 68          | 76          |             |    |    |              |       |       |       |       |       |       |       |       |  |
|  |                  |                          |                  |                          |                  |    | 2            | Fenerbahçe Beko | 102         | 68          | 76          |             |    |    |              |       |       |       |       |       |       |       |       |  |
|  |                  |                          | 3                | Tofaş                    | 77               | 64 | 71           |                 |             |             |             |             |    |    |              |       |       |       |       |       |       |       |       |  |
|  | 3                | Tofaş                    | 3                | Tofaş                    | 77               | 64 | 71           | 102             | 82          |             |             |             |    |    |              |       |       |       |       |       |       |       |       |  |
|  | 3                | Tofaş                    |                  |                          |                  |    |              |                 |             |             |             |             |    |    |              |       |       |       |       |       |       |       |       |  |
|  | 6                | Beşiktaş Sompo Japan     | 76               | 73                       |                  |    |              |                 |             |             |             |             |    |    |              |       |       |       |       |       |       |       |       |  |
|  | 6                | Beşiktaş Sompo Japan     | 76               | 73                       |                  |    |              |                 |             |             |             |             |    |    |              |       |       |       |       |       |       |       |       |  |
|  |                  |                          |                  |                          |                  |    |              |                 |             |             |             |             |    |    |              |       |       |       |       |       |       |       |       |  |

## Estadísticas
Hasta el 10 de febrero de 2019.
| Rank | Nombre            | Equipo                 | PPP  |
| ---- | ----------------- | ---------------------- | ---- |
| 1.   | Tu Holloway       | Istanbul B.B.          | 20.7 |
| 2.   | Sylven Landesberg | Turk Telekom B.K.      | 20.6 |
| 3.   | Kenny Hayes       | Büyükçekmece Basketbol | 19.4 |
| 4.   | Assem Marei       | Pınar Karşıyaka        | 18.7 |
| 5.   | Sammy Mejía       | Tofaş Spor Kulübü      | 18.0 |

| Rank | Nombre         | Equipo                      | APP |
| ---- | -------------- | --------------------------- | --- |
| 1.   | Vasilije Micić | Anadolu Efes S.K.           | 7.0 |
| 2.   | Diante Garrett | Tofaş Spor Kulübü           | 6.6 |
| 3.   | Quino Colom    | Bahçeşehir Koleji S.K.      | 5.9 |
| 5.   | Toney Douglas  | Darüşşafaka S.K.            | 5.7 |
| 4.   | Earl Calloway  | Afyonkarahisar Belediyespor | 5.4 |

| Rank | Nombre          | Equipo                 | RPP  |
| ---- | --------------- | ---------------------- | ---- |
| 1.   | Devin Williams  | Büyükçekmece Basketbol | 11.9 |
| 2.   | Assem Marei     | Pınar Karşıyaka        | 10.9 |
| 3.   | Tonye Jekiri    | Gaziantep BŞB          | 10.6 |
| 4.   | Vladimir Stimac | Türk Telekom B.K.      | 9.5  |
| 5.   | Zach Auguste    | Galatasaray            | 9.1  |

| Rank | Nombre         | Equipo                      | TPP |
| ---- | -------------- | --------------------------- | --- |
| 1.   | Damian Kulig   | İstanbul BB                 | 1.4 |
| 2.   | Jeremy Evans   | Darüşşafaka S.K.            | 1.4 |
| 3.   | Jamelle Hagins | Afyonkarahisar Belediyespor | 1.2 |
| 4.   | Ege Arar       | Galatasaray                 | 1.0 |
| 5.   | Bryant Dunston | Anadolu Efes S.K.           | 1.0 |